# 지성 (2000년)
지성(본명: 김지성, 2000년 12월 21일 ~)은 대한민국 보이 그룹 TRCNG의 전멤버로, 대한민국의 배우이자 가수이다.

## 학력
- 한림연예예술고등학교 연예과 (졸업)

## 출연작

### 방송
- 2008년 SBS 《디자인성공시대》
- 2009년 SBS 《가요대전》… 지드래곤 아역
- 2009년 EBS 《생방송 톡!톡! 보니하니》… 요절복통 체육부
- 2009년 롯데 홈쇼핑 《트위스트 런》
- 2009 ~ 2010년 MBC 《지붕뚫고 하이킥》
- 2010년 TVM 《아빠가 죽었다》
- 2010년 애니메이션 《티거와 푸》… 캥거루 루
- 2010년 KBS 《TV 파니파니 유치원》
- 2011년 KBS TV 어린이 뮤지컬 드라마 《바라바라 쿵》
- 2011년 KBS 《뮤직뱅크》
- 2011년 MBC 《쇼! 음악중심》
- 2011년 SBS 《인기가요》… 엑스크로스 미니미 활동
- 2011년 동아방송 다큐 《신의 아이들》(나레이션)
- 2011년 MBC 《세바퀴》
- 2011년 ~ 2012년 애니메이션 《또봇》… 온달
- 2012년 SBS 《꾸러기 탐구생활》… 대원
- 2012년 SBS 《좋은 아침》
- 2012년 TV조선 《아이들을 웃겨라》
- 2013년 MBC 《여왕의 교실》… 강민재

## 광고
- 《삼성카드》 - TV-CF (시안 녹음)
- 《튼튼영어》 - TV-CF (촬영)
- 《아발론 영어학원》 - TV-CF (촬영)
- 통신사 TV-CF (시안 녹음)
- 《LG정수기》 - TV-CF (촬영)
- 《우공비》 - TV-CF (녹음)
- 《SK텔레콤》 - TV-CF (촬영)
- 《신한카드》 - TV-CF (촬영)
- 《KFC》 - TV-CF (촬영)

## 영화
- 단편영화 《찌라시 블루스》 '병만' 역 (촬영)
- 영화 《홍길동》(출연)
- 영화 《티파니의 아침 (출연)
- 단편영화 《꽃잎》 '태권소년' 역 (영화진흥위원회)
- 2010년 8월 ~ 2010년 11월 뮤지컬 《서편제》 (출연)
- 2010년 12월 ~ 2011년 1월 뮤지컬 《피터팬》 '앤디동생 존' 역 (출연)
- 2011년 《해리포터와 죽음의 성물2》 "어린 제임스 역" (더빙)
- 2011년 4월 22일 ~ 2011년 5월 8일 뮤지컬 《강치대왕의 쿠키상자》 '강치' 역 (출연)
- 2012년 1월 12일 ~ 2012년 1월 15일 뮤지컬 《강치대왕의 쿠키상자》 '강치' 역 (출연)
- 2012년 단편영화 《발걸음》 '길태' 역 (촬영)
- 2012년 단편영화 《길동의 방주》 (출연)

## 잡지
- 웅진 과학쟁이 10월 호 (촬영)
- 잡지 The Kids 패셔니스타 (촬영)

## 피팅모델
- 쇼핑몰 《블라블라‘s》 (피팅모델)
- 쇼핑몰 《아이 백 가방》 (촬영)
- 《베네통012》 (피팅모델)
- 《누메로》 아동복 (촬영)
- 《레노마》 런칭 패션
- 《나이키》 품평회
- 《캔바이》 아동복 카다록 (촬영)
- 《휠라》 패션쇼
- 《베이직하우스》 (피팅모델)
- 《나이키》 태권도복 카다록 (촬영)
- 《휠라》 피팅 키즈키돌 (촬영)
- 《아디다스》 (홍보영상)

## 수상
- 《퍼스트원 모델대회》 - 금상
- 《수상 키즈 스타일링 선발대회》 입상 - 6월호 《투나키즈선발대회》 본선 진출
- 《마루아이 모델선발대회》 - 린 코리아 상

## 기타
- 《CJ홈쇼핑》 가스밸브 촬영
- 레인보우 2기
- 영어 교과서 동영상 촬영
- 타임교육 영상물 메인 E1가스 충전소
- 월드컵경기 홍보용 보도 촬영
- 《한우령 한우》 영상물 메인
- 《KT 스타오디션》 공익 광고
- 《경동나비앤》 cf 더빙
- 《초록재단》 교육 영상물 메인
- 《시공 미디어》 2학년 슬기로운생활 촬영
- 《대한항공》 스팟광고 녹음
- 《엑스크로스》 가수 뮤직비디오 촬영
- 《디즈니》 채널 외화 더빙
- 3D 홍보 영상물 촬영
- 《우공비》 광고 녹음 등 개량 한복 촬영 외 다수